# Гельмут Ререн
Гельмут Ререн (нім. Hellmut Rehren; 4 березня 1922, Геттінген — 22 листопада 1994) — німецький офіцер-підводник, оберлейтенант-цур-зее крігсмаріне.

## Біографія
1 грудня 1939 року вступив на флот. З травня 1942 року — 2-й вахтовий офіцер на підводному човні U-652. В червні 1942 року переданий в розпорядження 29-ї флотилії. З 30 вересня по жовтень 1942 року — додатковий вахтовий офіцер на U-529. З квітня 1943 року — 2-й вахтовий офіцер на U-564. В червні 1943 року переданий в розпорядження 1-ї флотилії. З 7 жовтня 1943 року — 1-й вахтовий офіцер на U-998. В липні 1944 року переданий в розпорядження 5-ї флотилії. З жовтня 1944 року служив в морському запасному дивізіоні. З 5 лютого по 5 травня 1945 року — командир U-926. В травні був взятий в полон. 12 березня 1947 року звільнений.

## Звання
- Кандидат в офіцери (1 грудня 1939)
- Морський кадет (1 травня 1940)
- Фенріх-цур-зее (1 листопада 1940)
- Оберфенріх-цур-зее (1 листопада 1941)
- Лейтенант-цур-зее (1 травня 1942)
- Оберлейтенант-цур-зее (1 грудня 1943)